# Tah

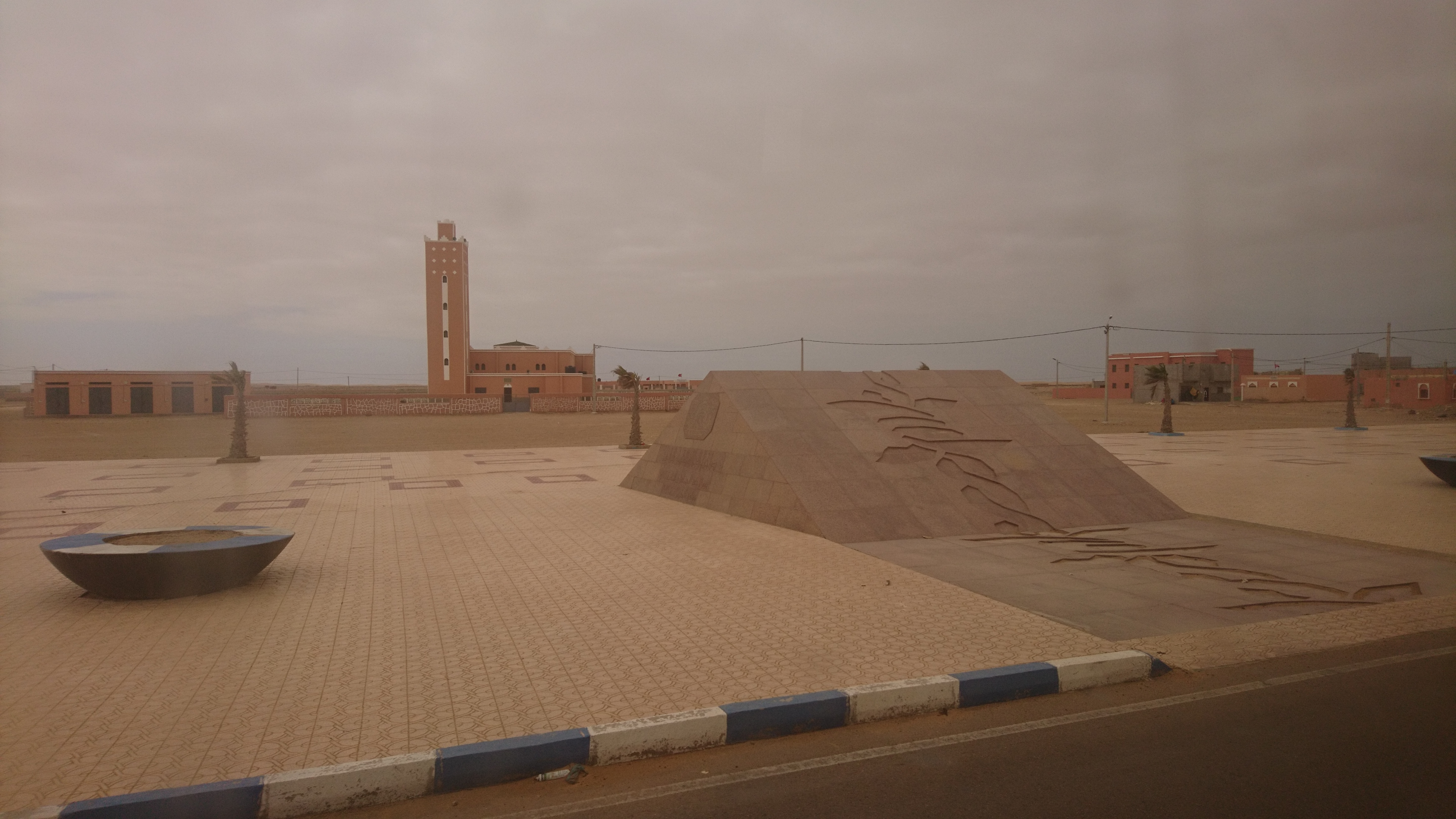
Tah centrum.

Tah (arabiska: طاح) är en kommun i Marocko.   Den ligger i provinsen Tarfaya och regionen El-Aaiún-al-Saqiyya al-Hamra, 900 km sydväst om huvudstaden Rabat. Antalet invånare är 1 255.